# Onigocia bimaculata
Onigocia bimaculata is een straalvinnige vissensoort uit de familie van platkopvissen (Platycephalidae). De wetenschappelijke naam van de soort is voor het eerst geldig gepubliceerd in 2000 door Knapp, Imamura & Sakashita.